# Gérard Genette
Gérard Genette (ur. 7 czerwca 1930 w Paryżu, zm. 11 maja 2018) – francuski teoretyk literatury, kojarzony ze strukturalizmem oraz narratologią. Od 1967 roku profesor literatury francuskiej na Sorbonie. Twórca pojęcia paratekstu .

## Dzieła[3][4]
- Figures I-V (1966-2002)
- Mimologiques: Voyage en Cratylie (1976)
- Introduction à l’architexte (1979)
- Palimpsestes: La Littérature au second degré (1982)
- Nouveau Discours du récit (1983)
- Seuils (1987)
- L'Œuvre de l’art: t. 1 Immanence et transcendance (1994), t. 2 La Relation esthétique (1997)
- Fiction et diction (1991)
- Métalepse. De la figure à la fiction (2004)

## Tłumaczenia na język polski
- Palimpsesty. Literatura drugiego stopnia, tł. T. Stróżyński i A. Milecki, słowo/obraz terytoria (seria Klasyka Światowej Humanistyki), Gdańsk 2014[5]